# Бальди, Бернардино
Бернардино Бальди (итал. Bernardino Baldi; 5 июня 1553, Урбино — 10 октября 1617, там же) — итальянский поэт и учёный.

## Биография
Бернардино Бальди после окончания университета в Падуе, где изучал филологию и математику, жил при дворе Ферранта Гонзаго, который назначил его в 1586 году аббатом в Гвасталлу. В том же году он был назначен папой апостольским протонотарием. Впоследствии удалился в Урбино, откуда в 1612 году отправился посланником в Венецию.
Как поэт и учёный, Бальди пользовался большой известностью. Он, как говорят, свободно объяснялся на 16 языках. Форма его стихотворений весьма искусственна: таковы дидактические его стихотворения «La nautica» и «Il diluvio universale», «Sonetti Romam»; он изобрел так называемые sonetti intrecciati, в которых первые три слога каждой строки составляют особый стих, рифмующийся с остальными стихами. Более выдающимися считаются следующие произведения его: «Versi e prose» (Венец., 1590 г.), «Vitae fatti di Guidobaldo I di Montefeltro duca d’Urbino. Libri XII» (2 т., Милан, 1821 г.), «Vita e fatti di Federigo di Montefeltro duca d’Urbino» (3 т., Рим, 1824 г.).

## Сочинения
- Cronica de matematici: overo Epitome dell' istoria delle vite loro. Urbino, Angelo Antonio Monticelli 1707 (on-line)
- Versi e prose scelte di Bernardino Baldi, annotate e ordinate da Filippo Ugolini e Filippo Luigi Polidori. Firenze : Felice Le Monnier, 1859 (on-line)